# 독소

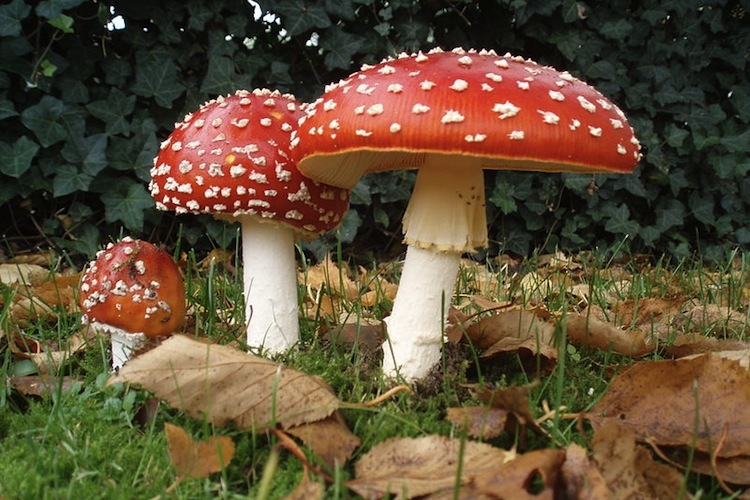
광대버섯은 상징적인 독성 버섯이다.

독소(毒素, toxin)는 일반적으로 생물(식물이나 동물) 안에서 생성되는 독성 물질을 말한다. 독소는 인체의 정상적인 생리기능을 방해하고 인체 기능에 부정적인 영향을 주는 물질이다. 인체에 작용하는 독소는 크게 균체 내 독소(endotoxin)과 균체 외 독소(exotoxin)로 나눌 수 있다.
독소는 효소나 세포 수용체와 같은 생물학적 거대분자와 상호 작용하는 신체 조직과 접촉하거나 흡수되면 질병을 일으킬 수 있는 소분자, 펩타이드 또는 단백질일 수 있다. 독성은 일반적으로 경미한 것(예: 벌침)부터 극히 낮은 용량에서도 치명적일 수 있는 것(예: 보툴리눔 독소)에 이르기까지 매우 다양하다.

## 생물독소
생물독소(生物毒素, biotoxin)라는 용어는 생물학적 기원을 명시적으로 확증하기 위해 사용된다.

## 같이 보기
- 해독 (대체의학)
- 용량-반응 관계
- 오염
- 이차 대사산물